# 藤岡宣男
藤岡 宣男（ふじおか のぶお、1964年12月14日 - 2005年9月25日）は、声楽家。

## 人物・来歴
福山市立鷹取中学校、広島大学附属福山高等学校を経て、広島大学教育学部音楽科、同大学教育学研究科修士課程、博士課程でピアノと音楽教育を学んだ。
修士課在学中に、文部省派遣留学生に選ばれ、米国ミシガン大学音楽学部大学院へ留学。修士論文は「19世紀初期イギリスにおけるピアノ演奏教授確立過程に関する研究」（1989年）。
その後、財団法人ヤマハ音楽振興会に勤務し、ヤマハ講師の採用・教育研修・カリキュラム・教材開発、ダウン症児の音楽教室「のびのびランド」の立ち上げ参画等にかかわる。
在職中に、カウンターテナーのブライアン・アサワとの出会いがきっかけとなり、カウンターテナーをはじめる。1998年、財団法人ヤマハ音楽振興会を退職後、プライベートレッスンならびにヨーロッパのマスタークラス等で本格的に発生と歌唱法の研鑽を積む。
1998年および1999年にユーロ国際音楽セミナー、1999年にウィーン国際音楽セミナーにてディプロマを取得。主にAdele Heaas、Eva Blahova、Franz Lukasovski、塚田佳男に師事。
第17回東京国際芸術協会新人オーディションに合格。第24回国際芸術連盟新人オーディションに合格。ヴェルディ芸術文化振興会第8回特別オーディション、最優秀賞。カワイクラシックオーディション第9回声楽部門、最優秀賞。第13回、第15回奏楽堂日本歌曲コンクール入選。東京室内歌劇場の団員に合格等、多数のオーディション・コンクールで入賞受賞している。
古楽、クラシック音楽のジャンルを超え、全国放送CMやTVドラマの音楽等でも活躍をした。年間60回を超えるリサイタルをこなし、多数のコンサートに出演するなど、声楽家としては多忙を極めた。
　
世界的にも、相対的に数の少ないカウンターテナーの中でも、特にその幅広い声域は群を抜くといわれており、透明感にあふれたシルクトーンと呼ばれる音色は人々に衝撃をあたえた。極めて知的な解釈と自然な音楽性は高い支持を得ていた。
2005年9月25日、転落事故により急逝する。
多数の録音を残しており、一部はCD化されている。